# Standardisation du cœur des exécutifs des produits temps réel européens
Le projet SCEPTRE (Standardisation du cœur des exécutifs des produits temps réel européens) est un projet informatique concernant le temps réel.

## Historique
Malgré son nom, ce projet de standardisation démarré dès la fin des années 1970 a été strictement franco-français. Le rapport final a été très utilisé dans l'enseignement universitaire en France..